# Yulia Volkova
Yulia Olegovna Volkova (em russo:  Юля Олеговна Волкова; Moscovo, 20 de fevereiro de 1985) é uma cantora e ex-integrante do famoso duo russo t.A.T.u.

## História
Na infância, frequentou aulas de piano (instrumento de que gosta muito) e teatro. Aos onze anos, Yulia entrou no grupo infantil Neposedy, onde conheceu Lena Katina, de quem ficou muito amiga. Com quatorze anos foi expulsa do grupo. Yulia diz que foi porque cometeu atos inadequados como fumar e beber. Já os representantes do grupo dizem que foi porque os integrantes tinham que se retirar ao atingir 14 anos.
Em 1999 junto com Lena Katina sucedeu o grupo t.A.T.u., cujo nome para muitos significa "essa ama aquela". O diretor musical, Ivan Shapovalov, foi quem teve a ideia da dupla ser vista como lésbica, no intuito de causar polêmica. Nisso, as garotas gravaram vídeos com cenas se beijando, trocando carícias no palco, falando sobre seu amor nas músicas. Yulia diz que seus pais não apresentaram dificuldades, sendo pais maravilhosos e que entenderam muito bem.
O talento da dupla se espalhou pelo mundo, junto com a fama de seu suposto namoro. Por algum tempo, todos acreditavam que elas eram namoradas, apesar de nunca terem se declarado. Entretanto, em maio de 2004, Yulia engravidou do lutador de karatê, Pavel (Pasha) Sidorov, onde todos começaram a dizer que a "farsa" das meninas havia terminado e vários fãs se revoltaram.
Em 23 de setembro de 2004, nasceu sua filha, Viktoria Pavlovna Volkova, e três meses depois, Yulia se separou de Pavel. Yulia passou a morar numa casa com sua filha, enquanto Lena em outra, com sua família.
Em 2007 Volkova engravidou novamente, mas de seu novo namorado, o empresário Parviz Yasinov com quem teve seu segundo filho, Samir. Porém, mais tarde Yulia terminou seu namoro com ele, que veio a ser um noivado.
Em 2009 foi anunciado que Yulia Volkova e sua amiga Lena Katina darão início a carreira solo, cujo muitos sites russos confirmavam o fim da banda t.A.T.u., porém elas negavam dizendo que t.A.T.u. iria continuar. Contudo o fim do grupo foi oficializado em 2011 com a press-release do lançamento de seu último álbum 'Waste Management Remixes'.
Atualmente Yulia continua trabalhando em sua carreira solo, lançou os singles "Woman all way down", "Rage","Didn't wanna do it" e "All because of you", além de cantar os antigos singles da banda, como "All the things she said" e "All about us".
Yulia veio ao Brasil no dia 17 de novembro de 2011, para fazer algumas apresentações nas principais capitais brasileiras. O primeiro show foi no Rio de Janeiro, o segundo e último show foi em São Paulo.
Em 2011, Yulia realizou aplicações de Botox nos lábios, plástica no nariz e implantes de silicone.
Em 2012, criaram-se controversas que ela estaria namorando o cantor russo Dima Bilan depois do lançamento da parceria entre os cantores, intitulada de Suka Lyubov (Cука Любовь, em russo; Back To Her Future, em inglês). Também foi lançado o seu segundo vídeo que causou polêmica na Europa intitulado Davay Zakrutim Zemlyu (Давай Закрутим Землю, em russo; Didn't Wanna Do It, em inglês).
2014, t.A.T.u. volta a se encontrar para cantar na abertura das Olimpíadas de Soshi, ainda neste ano fizeram alguns shows até que por meio de vídeo Lena Katina anunciou que não teria mais nenhuma ligação com a Yulia Volkova por atitudes de autoritarismo, Yulia por sua vez se defendeu falando que tudo não passava de mentiras da parte de sua ex-companheira de duo.
2015, Yulia lança seu single "Hold me close" seguido de um videoclipe, mostrando que o amor não tem idade.
2016 - No segundo bimestre foi lançado o single "Spasite Lyudi Mir" dando inicio ao seu retorno definitivo, no mesmo período, Yulia rompeu o silêncio e contou em entrevista exclusiva a revista Hello.Ru sobre seu câncer e todos os obstáculos que teve que passar desde o seu diagnostico em 2012 até sua luta para recuperar sua voz, após a cirurgia de retirada do câncer na tireoide, o médico cometeu um erro, nas palavras da ex-cantora, afetando suas cortas vocais. Aos poucos, e com outras cirurgias para tentar, sem sucesso , recuperar a voz, conseguiu gravar e lançar mais dois singles em russo, mesmo após ter perdido totalmente sua voz. 
Em 2020, revelou ter se casado com um mafioso internacional. Após ele descobrir que ela estava grávida de outro homem, residente nos EUA, foi agredida na rua na frente de seus filhos, o que fraturou seu queixo em três partes. Ela decidiu abortar o bebê e romper a relação com o estadunidense.